# Vestola-Ghiare
Vestola-Ghiare è una frazione del comune di Corniglio, in Provincia di Parma.
La frazione dista 5,86 km dal capoluogo.

## Geografia fisica
Vestola-Ghiare si trova sulla sinistra orografica del torrente Parma, a 510 m s.l.m.
I due centri sono divisi dal Rio Lucconi, affluente del torrente Parma. Ghiare sorge sulla destra orografica del rio, Vestola sulla sinistra, alle pendici del Monte Scarabello.

## Storia
Per quanto riguarda Ghiare, costruita, come già il nome, derivante dalla voce medievale glarea, atto a designare qualsiasi deposito alluvionale, fa intuire, quasi nel letto del Torrente Parma, i primi mulini risalirebbero al 1500: il 23 agosto 1500 si ha infatti notizia di una sentenza data dal podestà Giovanni del Torchio sui mulini tra Venerio e Lazarino de Claravarijs, al quale il mulino verrà affidato per un anno con un'altra sentenza del 1502.
Di Vestola invece la prima menzione risale addirittura all'879, quando Carlomanno dona al Cappellano del Vescovo di Parma un territorio cum omnibus adiacentiis et pertinentiis suis, sicut finis de medio die est terra de Vestola. Un'altra menzione risale al 9 ottobre 995, quando, in un rogito di donazione, metà della corte del Paese, con la Cappella, il Castello e diversi boschi e prati passarono dal conte Berrando alla Canonica di Parma. Un documento del 12 dicembre dello stesso anno cede l'altra metà alla Canonica, integrando così la prima donazione. Le vicende successive seguono in gran parte quelle del vicino Pugnetolo, dove sorgeva il castello sopradetto.
Durante la Seconda Guerra Mondiale, il 1º luglio i tedeschi giunsero per eseguire un rastrellamento sui monti: il 22 novembre ordinarono al sacerdote Angelo Superchi di prepararsi alla fucilazione. Mentre i tedeschi sceglievano il luogo dell'esecuzione, il sacerdote fuggì, ma, colpito alle gambe, venne catturato nuovamente. Solo la popolazione riuscì a convincere i tedeschi dell'innocenza del parroco, che così venne salvato dalla morte, ma, per rappresaglia, si ritrovò la canonica in fiamme.

## Monumenti e luoghi d'interesse

### Chiesa di San Lorenzo
Menzionata per la prima volta nel 995, l'originaria cappella di Vestola fu completamente ristrutturata in forme barocche alla fine del XVI secolo; arricchita della cappella laterale tra la fine del XVIII e gli inizi del XIX secolo, la chiesa fu dotata del campanile dopo il 1829. L'edificio, esternamente caratterizzato dal portale d'ingresso in pietra, è internamente è decorata con affreschi sulle volte e sull'arco trionfale.

### Casa del sarto
Casa cinquecentesca dove lavorava appunto il sarto del paese. Sull'architrave di una finestra si possono notare le forbici scolpite per indicare la maestranza.

### Oratorio della Santissima Trinità

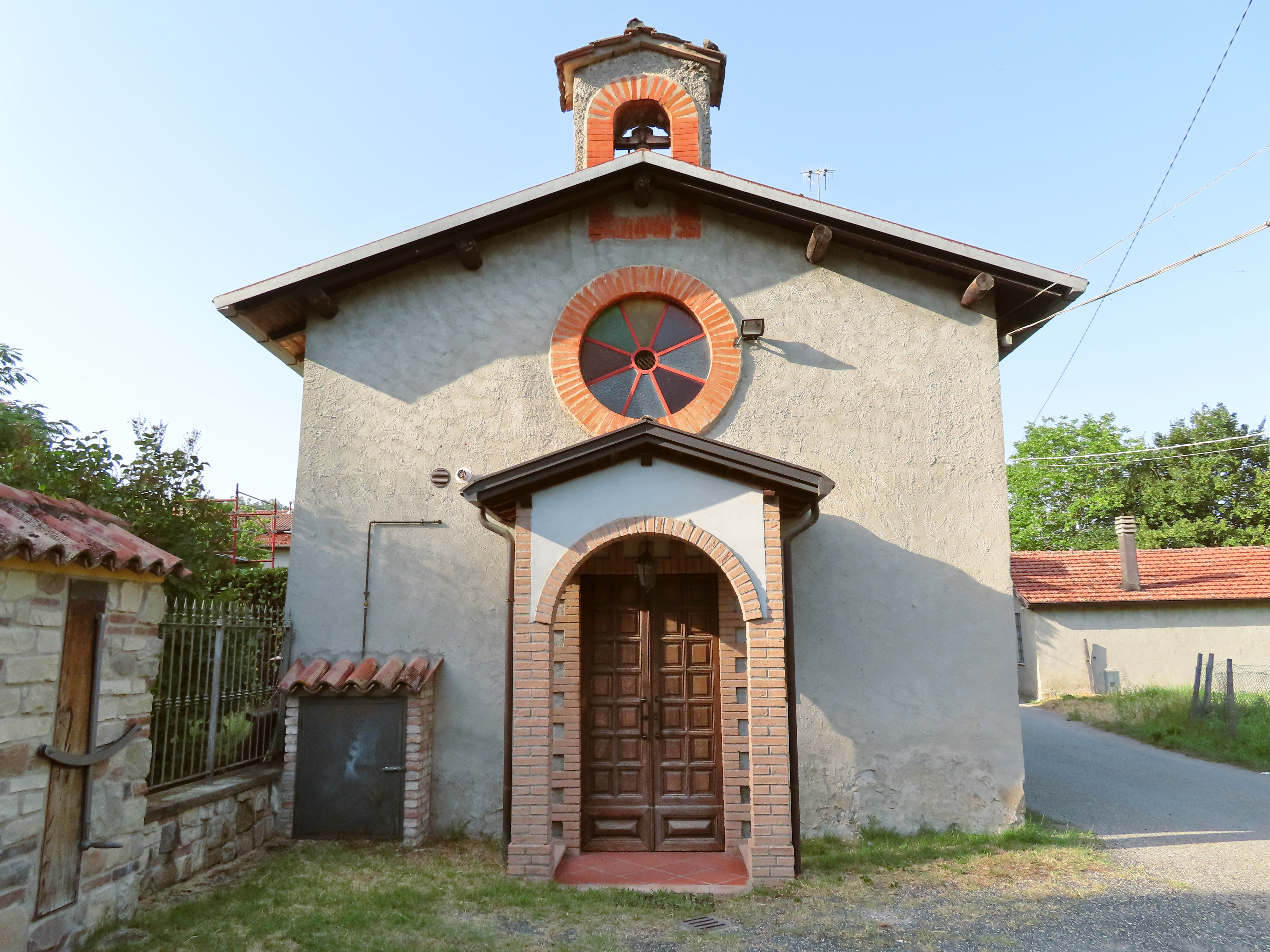
L'Oratorio della Santissima Trinità a Ghiare

Sorge a Ghiare, dedicato alla SS. Trinità nel 1632, oggi non molto utilizzato, se non per feste, perché sotto l'influenza parrocchiale di Vestola.